# 后稀缺
后稀缺（英語：Post-scarcity）是一种迄今为止还未实现的社会状态。在这种社会裡，商品、服务、資訊都可以被人们自由且无偿使用，货币也将不复存在。人们之所以能这么做，是由于在後匱乏社会裡，物质、能量、資訊等人類生活所需都不匱乏，并且存在自动系统，使人们不需要付出任何劳动即可获取日常用品和其它产品。这些自动系统使得产品的生产有如软件复制般简单方便。
可以这么认为：即人类现在已处在一个有足够多的能量、物质、資訊的世界，能够使地球上的每一个人都过上舒适的生活。但是就算未来产生一种社会能使全球的资源被均匀的分配到每一个人的手中，这种社会还不能被称为「後匱乏」社会。这是因为在一个真正的「後匱乏」社会裡，人们是可以不用劳动就可获取日常用品和其它产品的。当然，对于某些专业人群而言，属于「自愿型」、「享受型」或「志向型」的劳动仍将大量存在于「後匱乏」社会中，比如文学家创作一部新的小说、或是软件工程师撰写最新的開源軟體等，他們將不會因為生計而被迫妥協。
诸如「後匱乏经济学」一类的术语是自相矛盾的。这是因为「匱乏」是当代经济学的重要特征。在莱诺·罗宾写于1932年的论文《论经济科学的本质与重要性》中，「经济學」的定义是：“探讨为了在生活资源匱乏的情况下满足自己的生活要求而衍生的一类人类行为的科学”。

## 方法

### 未来的科学技术
有多种未来的的科学技术可以导致後匱乏社会的到来。未来某些先進的纳米科技，比如可以自我复制的分子組裝機或纳米工厂，可以允许一个人在荒郊野林里用水、树皮、草根直接快速合成碳水化合物，从而生产出粮食。树皮、草根里的碳原子可以被改造成钻石结构，用来生产砖块为此人在荒郊野林里建造住所。沙漠的沙粒里所富含的的硅原子可以被纳米工厂用来生产太阳板、计算机和玻璃，从而解决此人的一切能源，娱乐和容器需求。总而言之，分子组装机器可以使一个人在完全不需要依靠任何其他人的帮助的情况下过上非常舒适的生活。他/她将不再需要通过为他人工作来换取钱币以购买自己的生活必需品，所有一切都可以通过分子组装机器从周遭环境中无偿获取。在纳米科技的高级形式到来之前，制造实验室和高级工厂自动化程控技术也可以在人们投入劳动不多的情况下生产出大多数人类所需的产品。
同理，未来的游走于小行星带中的可以自我复制的小行星矿物开采机器可以使地球的物质走向后稀缺时代。聚变反应堆和轨道太阳能可以使地球的能量走向后稀缺时代，特别是当轨道太阳板可以不经人力而被大量生产。

### 数位时代的資訊後匱乏
可以说，随着计算机以及互联网等資訊技术的日益普及和成熟，人类已经步入了一个資訊後匱乏时代。由於數位軟體產品可以零邊際成本而無限制且不失真的複製，因此只要使用得当，人们可以轻易地从网路上免费获取各种影视、音乐、软件、图像、照片、书籍、资讯。而所有这些在1990年代網路與電腦普及以前都是不可以想象的。
資訊的创造者曾经并且仍旧在使用实体的原材料创作传统資訊产品：画家用颜料和帆布作画，雕塑家用泥土和石头雕刻，建筑师用墨水和钢笔制草图。資訊创造者的劳动最终造就了一个所谓“真迹”的資訊产品。而对于这些“真迹”的大批量复制（所谓“拓本”），就算是可能的（通过印刷或影印的手段），也仍旧是很昂贵的。
与传统資訊产品不同，数位資訊产品拥有低廉到可以忽略不计的复制代价。但是資訊的创造者可能需要使用一些新的方式来创造数字資訊产品：画家用图像软件作画，雕塑家用快速建模软件制作新的雕塑，建筑师用CAD/CAM软件製草图。并且对于已经存在传统資訊产品，可以通过对其所谓的“数字化”，使其成为数字資訊产品。比如古腾堡计划扫描旧书制作电子书籍以及把老电影转换成rmvb格式等。在这种情况下，只有“真迹”的创造是费时费力的，一旦“真迹”制作完成，对于它的大批量复制只需人们输入“复制”和“粘贴”即可轻松完成。
数字資訊产品所拥有的低廉到可以忽略不计的复制代价带来了两个重要的问题，即数字資訊产品的最终用户应该支付多少钱才能购买一个实际上可以被免费复制的产品？以及消费者对于他们自己已经拥有的数字資訊产品是否有权进行无限制的复制？有些人认为消费者不应有这个权利，而且他们会用诸如数字版权管理之类的技术把他们的这个观点强加于消费者的身上。也有些人认为消费者应该拥有这个权利，他们相信資訊产品应该被人们所广泛的无偿拥有（参见copyleft），他们也相信诸如数字版权管理之类的技术是资本家为了在数字資訊产品时代保持自己的盈利而把传统商业模式强加于信息产业之上所创造出的一种人造稀缺。
开放源代码运动即是“資訊产品应该被人们所广泛的无偿拥的”这个理念的一种实践。有许多开放源代码程序员都表达过他们对于後匱乏社会的期待。GNU以及自由软件运动项目的缔造者，GNU操作系统设计者，著名程序员理查德·马修·斯托曼在《GNU宣言》中就热切地表达了他对于後匱乏社会的憧憬：
|  | 长远来看，免费提供软件是迈向後匱乏世界的第一步，在那个世界裡没有人需要为了生计而辛勤工作。在每星期花固定的十小时做些必要的工作，如立法、家庭会议、修理机器人和勘探小行星资源後，大家会有时间从事些有趣的活动，例如写程序。那时候就不须要靠写程序来过活了。 |

## 后果

### 经济转型
市场经济和计划经济都将伴随着後匱乏时代的到来而消亡。取而代之的是所谓的礼物经济。在礼物经济中，人们相互交换的仅限於诸如社会地位、名声、特别技能等非物质性物体。
许多科幻小说也描述了後匱乏时代的的经济转型。在後匱乏时代裡，人们将会对于日常用品的损毁和遗失不那么在意，因为人们可以轻易的复制出替换品继续使用。货币系统也将不复存在。许多科幻作品把这种转型看成是一种使人类摆脱辛劳和贪婪的正面力量。但是也有一些科幻作品认为来得过于容易的物质繁荣会把人类宠坏，使人类失去奋进向上的动力，最终被自然界淘汰。

### 不可避免的匱乏
有些事物就算在後匱乏时代到来之后还将是匱乏的。一个小组、社区、国家的领导者在同一时间只可能由一人担当。世界上只有一个真正的耶路撒冷城可供沙漠一神諸教信徒居住。全球只有一份清明上河图的真迹。
不加控制的人口增长也会导致匱乏。保罗·埃尔利希、艾伯特·巴特利特以及其他学者指出世界人口的几何级数增长可以在非常短暂的时间裡耗尽任何有限的资源，包括整个宇宙的资源。如果世界人口按照1994年的速率增长，那么在1900年之内人类的总质量将会与地球的总质量相等，在6000年之内人类的总质量将会与可观察到的宇宙的总质量相等，当然，后者的发生需要以人类发现超光速旅行方法为前提。所以後匱乏社会的到来也就代表着人口的低增长或者是零增长的到来。

## 在幻想作品中的出现

### 乌托邦作品
虚构的後匱乏社会包括科利·多克托罗所作《魔术王国的下和出》小说中的Bitchun社会，威尔·麦卡锡所作《Sol女王国》小说中的Sol女王国，查尔斯·斯特罗斯所作《奇点天空》中的「Festival」社会，以及系列中的星際聯邦。
金·斯坦利·鲁滨逊的火星三部曲描写了一个高度自动化的社会的开始。在这个高度自动化的社会里只有少数几种物质是以它们的纯度来衡量的。
虚构的机器，如《星际旅行》系列中复制器或者是其他的纳米制造机器是可以被用来创造任何产品的。有些作品中甚至描绘後匱乏社会在太空中创造新的生活空间，例如《文明》小说中的「轨道」生活空间或者是拉瑞·尼文所作《環形世界》小说中的環形世界。
尼尔·斯蒂芬森的《钻石时代》探讨了在迈向後匱乏社会过程中所经历的一个中间阶段。在这部小说里纳米制造机器已经可以允许任何人制造任何的产品，但是原材料与能源还是被紧紧的控制在了贵族的手中，直到一种被称之为「蛋白质种子」的技术到来之后。「蛋白质种子」技术允许纳米制造机器使用周遭环境里的土壤、石块、太阳能进行生产，从而打破了贵族对于原材料与能源的垄断，使得书里的社会迈入後匱乏时代。
詹姆斯·P·霍根创作了几部以後匱乏社会为主题的小说。《来自去年的航程》小说描述了「喀戎」社会，其中，南門二系上的太空胚胎殖民者选择了後匱乏生活方式。《土星的怀抱》小说及其后续《愤怒的拂晓》小说描述了"Kronians"──一个殖民土卫六的伪宗教社会──在土卫六上发展後匱乏社会的过程。这些故事的中心思想都是後匱乏社会成立非常困难。这些故事都认为只有殖民新的星球，才能迫使人们放弃对於金钱和财产惯性思维。
鲁迪·拉克描述了一种名为Realware的机器。这种机器可以复制任何它所看到的产品。这种机器的到来导致了商店的恐慌，它们把货架的玻璃窗涂成黑色，试图防止路过的行人利用Realware机器复制它们的货品。但是所有这一切都是徒劳的，因为商品一旦被售出，就立刻被街上的Realware机器所复制了。

### 反乌托邦作品
也有一些反乌托邦小说描述後匱乏社会。在这些小说里，後匱乏社会的优越的物质生活把人类变为废物。比如E·M·福斯特於1909年所作的短篇故事《机器停止了》， 阿瑟·C·克拉克的1956年的小说《城市与蒼穹》，菲利浦·荷西·法默的1967年的小说《紫色工资的骑士》，斯坦尼斯瓦夫·莱姆的小说《Cyberiad》。在赫伯特·乔治·威尔斯的小说《时间机器》中，时间旅行者根据他对Eloi人的观察认为人类已经运用高等的後匱乏技术征服了整个自然界。

### 中文作品
中国古代民间有关聚宝盆的传说即反映出中国古代人民对于后稀缺技术的向往。在佛教经典中对于他化自在天诸天的描述中也有关于天人意念一动即“百味饮食，自然盈满”。但是这些描述均属脱离科学的空谈，并非严格意义上对于「後匱乏」社会的描述。
特别值得一提的是，陶渊明在《桃花源记》中所描述的社会并非「後匱乏」社会，这是因为桃花源裡的人们仍需通过从事繁重的农业体力劳动才能获取食物。

## 外部連結
- Effortless Economy: Abundance Without Labor
- The (Needed) New Economics of Abundance
- The Economics of Abundance
- The Tragically Neglected Economics of Abundance（页面存档备份，存于）
- The Energy Certificate（页面存档备份，存于） A Technocracy Technate suggestion for a post scarcity economy
- A Place To Live In. Wilton Ivie Technocracy Digest Nov.1955.（页面存档备份，存于）
- The Economics of Science Fiction（页面存档备份，存于）
- The Post-Scarcity / Culture of Abundance Reading List v2.2
- Infinity Is Your Friend in Economics（页面存档备份，存于） - contains links to a series of Techdirt articles on economics when scarcity is removed
- Nanofactory Regulation - ideas on preventing post-scarcity through extensive DRM-like legal restrictions on nanofactories
- Imagining Futures, Dramatizing Fears（页面存档备份，存于） - classic science fiction stories about highly automated societies, most of them pessimistic
- Automating Feminism（页面存档备份，存于） - Paragraphs 20-28 (and footnotes 12-20) discuss interest in post-scarcity amongst the New Left in the 1960s/1970s
- Post-Scarcity Princeton（页面存档备份，存于） - a satirical essay including suggestions on transforming Princeton University into a post-scarcity institution